# Microdon albicomatus
Microdon albicomatus är en tvåvingeart som beskrevs av Gottfried Novak 1977. Microdon albicomatus ingår i släktet myrblomflugor, och familjen blomflugor. Inga underarter finns listade i Catalogue of Life.